# Лурас
Лу̀рас (на италиански: Luras и на сардински: Luras, на местен диалект Arcoa, Lùrisi) е малко градче и община в Южна Италия, провинция Сасари, автономен регион и остров Сардиния. Разположено е на 508 m надморска височина. Населението на общината е 2715 души (към 2010 г.).